# Jaz św. Klary
Jaz św. Klary – jaz położony we Wrocławiu na rzece Odra, w ramach Wrocławskiego Węzła Wodnego, w Śródmiejskim Węźle Wodnym – Górnym. Jaz wybudowany został na odnodze rzeki Odra, tzw. Odrze Północnej, równorzędnie z Jazem św. Macieja, położonym na Odrze Południowej. Jaz położony jest pomiędzy Wyspą Bielarska, a terenem osiedla Nadodrze, powyżej Kładki Bielarskiej (Żabiej Kładki). Nosi imię Klary z Asyżu.
Jest to jaz stały. Konstrukcja jazu oparta jest na systemie Eytelweina palowo-kamiennym; budowa jazu w tym systemie polegała na wbijaniu pali w dno rzeki, połączonych pod wodą, a następnie wykonanie narzutu kamiennego. Jaz ten zlokalizowany jest w 0,8 km biegu Odry Północnej. Składa się z jednego przęsła o długości 39,6 m.
Obecnie znaczenie tego jazu jest znikome. Wynika to z faktu, iż obecny poziom piętrzenia na następnym stopniu wodnym – Śródmiejskim Węźle Wodnym – Dolnym, Mieszczańskim Stopniu Wodnym, zostało w 1959 roku zwiększone na potrzeby istniejących tam elektrowni wodnych, do takiego poziomu, że Śródmiejski Węzeł Wodny – Górny znajduje się w zasięgu oddziaływania stopnia dolnego. Z tego też względu dopuszczona do żeglugi droga wodna prowadząca przez inny element tego węzła – Śluzę Piaskową i Upust powodziowy Klary – znajduje się w zasięgu oddziaływania stopnia dolnego, spełnia w praktyce funkcję kanału wodnego, a nie śluzy wodnej, współpracującej z Jazem św. Klary i Jazem św. Macieja.